# All American Hockey League
All American Hockey League, AAHL, var en professionell ishockeyliga i Nordamerika, som startade säsongen 2008/2009 med namnet All American Hockey Association. De fem lagen första säsongen kom från mellersta USA, med lag från Michigan och Indiana. Inför säsongen 2011/2012 lades ligan ner.